# Luna to surowa pani
Luna to surowa pani (tyt. oryg. The Moon Is a Harsh Mistress) – powieść fantastycznonaukowa amerykańskiego pisarza Roberta A. Heinleina.
Powieść ukazała się w 1966 r., polskie wydanie, w tłumaczeniu Przemysława Znanieckiego, wydało Wydawnictwo Rebis w 1992 r. Powieść otrzymała nagrodę Hugo w 1967 r. W 1983 r., jako pierwsza, trafiła do Hall of Fame nagrody Prometeusza.
Spopularyzowała hasło TANSTAAFL („There Ain’t No Such Thing As A Free Lunch”, nie ma czegoś takiego jak obiad za darmo). W polskim tłumaczeniu użyto skrótu ZWTP (za wszystko trzeba płacić).

## Fabuła
Rok 2075. Luna, kolonia karna o zaostrzonym rygorze, mieszcząca się na Księżycu. Narrator powieści, technik komputerowy Manuel, pewnego dnia odkrywa, że komputer odpowiedzialny za funkcjonowanie kolonii zyskał świadomość. Człowiek i komputer, który przyjmuje imię Mike, zaprzyjaźniają się. Jednocześnie na satelicie wybucha rewolucja zesłańców, mających dosyć dotychczasowych porządków. Szanse powstańców przeciwko potędze Ziemi wydają się marne, jednak Manuel przekonuje Mike’a do przejścia na stronę rewolucji.